# Erlikosaurus
 Erlikosaurus  ist eine Gattung theropoder Dinosaurier aus der Familie der Therizinosauridae. Fossilien des Tieres, bestehend aus einem gut erhaltenen Schädel und dem nur teilweise erhaltenen restlichen Skelett wurden in etwa 100 bis 84 Millionen Jahre alten Sedimentgesteinen der Mongolei gefunden.

## Beschreibung

### Schädel
Der Schädel von Erlikosaurus ist der am besten erhaltene Schädel aller Therizinosaurier. Der Schädel war lang, niedrig und stark pneumatisiert. Die Nasenöffnungen waren groß. Die Schädelknochen, besonders vor der Augenregion, und der Hirnschädel waren dünn. Das Prämaxillare war zu einem breiten, zahnlosen Schnabel ausgebildet, der möglicherweise außen mit Horn besetzt war. Der nasale Fortsatz der Prämaxillare war schmal und lang, der subnasale Fortsatz kurz.
Das Maxillare bildete die hintere und untere Begrenzung der äußeren Nasenöffnungen. Es trug auf der Region unter dem unteren Schädelfenster noch 24 kleine, gleichförmige Zähne. Sie waren gerade und schmal, zugespitzt und seitlich abgeflacht. Mit Ausnahme der fünf mittleren standen sie dicht zusammen. Die Zahnkronen waren vorn und hinten gesägt, die Zahnwurzeln zylindrisch.
Der im vorderen Teil zahnlose Unterkiefer war flach, das vordere Ende wies nach unten, wie bei allen anderen bekannten Unterkiefer der Therizinosaurier. Jede Unterkieferhälfte hatte 31 Zähne, die denen des Oberkiefers glichen. Die fünf ersten waren größer und hatten einen größeren Abstand voneinander. Die hinteren saßen dicht zusammen. Die lippenseitige Oberfläche der hinteren Zähne war konvex. Alle Zähne des Unterkiefers hatten zylindrische Zahnwurzeln und gesägte Kanten.
Es gilt als wahrscheinlich, dass Erlikosaurus einen Schnabel hatte.

### Übriges Skelett
Vom übrigen Skelett sind nur wenige Teile bekannt. Sie zeigen aber, dass der Schädel im Vergleich zum Körper für einen Theropoden klein war. Die Halswirbel waren groß und langgestreckt. Die Rippen der Halswirbelsäule waren mit den Wirbeln zusammengewachsen.
Die Phalangenformel für den Fuß ist 2,3,4,5,0. Erlikosaurus besaß also vier Zehen und nicht den tridaktylen (dreizehigen) Fuß der übrigen Theropoden. Die erste Zehe war die kürzeste, die zweite und die dritte am größten und gleich lang. Die vierte war schlanker als alle anderen. Die Fußkrallen waren groß, gebogen und senkrecht zur Körperlängsachse stark abgeflacht.